# الكاف (باخرة)
الباخرة الكاف (بالأحرف اللاتينية: El Kef) هي سفينة شحن تابعة للشركة التونسية للملاحة، صنعت في اليابان عام 1982، وبدأت الخدمة في تونس في سبتمبر 1982.